# Rezolucija Vijeća sigurnosti UN-a 1010
Rezolucijom Vijeća sigurnosti UN-a 1010, jednoglasno usvojenom 10. kolovoza 1995., nakon povlačenja svih rezolucija o situaciji u bivšoj Jugoslaviji i potvrđivanja Rezolucije 1004 (1995.), Vijeće je zahtijevalo od bosanskih Srba da oslobode sve zatočene osobe i dozvole im pristup do međunarodne humanitarne organizacije.
Vijeće sigurnosti je bilo zabrinuto što bosanski Srbi nisu ispunili njegove zahtjeve. Bilo je neprihvatljivo da su bosanski Srbi narušili sigurnost zaštićenih zone Srebrenice i Žepe. Rezolucija je ponovno potvrdila opredijeljenost Vijeća za pregovorno rješavanje sukoba u bivšoj Jugoslaviji u kojem se suverenitet i teritorijalni integritet njezinih država međusobno priznaju. Izražena je i zabrinutost zbog kršenja međunarodnog humanitarnog prava i nestanka civila u Srebrenici i Žepi. S tim u vezi, Međunarodni komitet Crvenog križa (ICRC) osudio je bosanskohercegovačke Srbe zbog nemogućnosti pristupa civilima.
Vijeće je zatražilo od bosanskih Srba da pritvorenim osobama omoguće pristup ICRC-a i Visokog komesarijata Ujedinjenih naroda za izbjeglice i poštivanje prava zatočenih osoba te je pozvalo na njihovo oslobađanje. Svi oni koji su počinili kršenje međunarodnog humanitarnog prava odgovarali bi pojedinačno. Konačno, od glavnog tajnika je zatraženo da do 1. rujna 1995. izvijesti o poštivanju ove rezolucije.

## Vanjske poveznice
| Wikizvor | Engleski Wikizvor ima izvorni tekst na temu: United Nations Security Council Resolution 1010 |

- Text of the Resolution at undocs.org